# Ústavní referendum v Lichtenštejnsku (2012)

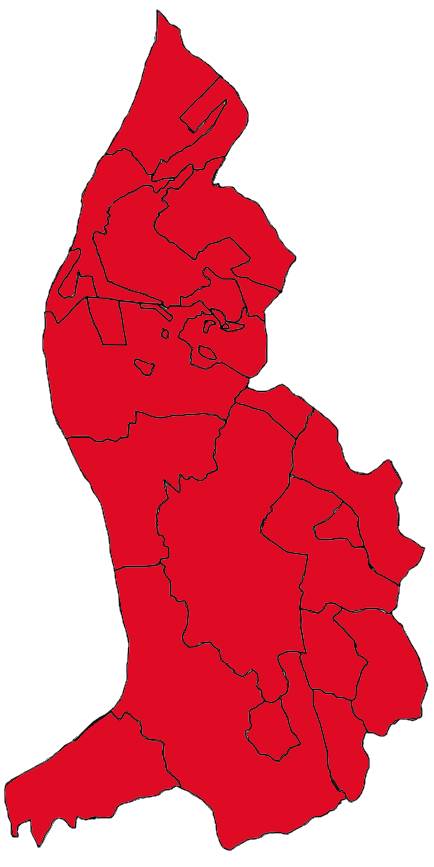
Výsledky referenda o změně článků 9, 65, 66 a 112 ústavy Lichtenštejnska podle jednotlivých obcí – zvítězily hlasy „ne“ ve všech jedenácti obcích, obou volebních obvodech v zemi, s 76,4 % (11 681 hlasů)

Ústavní referendum v Lichtenštejnsku bylo přímé hlasování (referendum) o návrhu změny lichtenštejnské ústavy omezením rozsáhlých práv (pravomocí) veta lichtenštejnského knížete (lichtenštejnské hlavy státu), které se konalo v pátek 29. června a v neděli 1. července 2012. Návrh odmítlo 76 % hlasujících voličů a ponechali tak vládnoucímu lichtenštejnskému knížeti možnost jakýkoli zákon nebo občanskou iniciativu zablokovat (vetovat).

## Pozadí
V roce 2003 lichtenštejnští občané v referendu rozhodli o rozšíření pravomocí vládnoucího knížete, Jana Adama II., který nově získal právo odvolat vládu, jmenovat soudce, vetovat zákony a zároveň pravomoc vládnout mimořádným dekretem – navíc k dosavadním ústavním pravomocem jako rozpustit parlament a vypsat předčasné volby. Obdržel tím více pravomocí než kterýkoli jiný evropský monarcha. Referendum inicioval sám kníže Jan Adam II., který pohrozil, že pokud nebude s výsledkem referenda spokojen, zemi, které jeho rodina vládne už 300 let a on sám od roku 1989, opustí. Většina registrovaných hlasujících voličů z 36 000 občanů Lichtenštejnska – ultrakonzervativní katolické země s více než 90 % římskými katolíky, šesté nejmenší země na světě s rozlohou 160km2, bez vlastní měny používající švýcarský frank a s hymnou zpívanou na melodii britské písně God Save the Queen („Bůh ochraňuj královnu“), v referendu rozhodlo přání knížete splnit a předejít tomu, že hrad Vaduz opustí a přestěhuje se na své náhradní sídlo do Rakouska a s sebou pravděpodobně také svůj mnohamiliardový podnik – banku LGT Group, největší banku a fond pro investiční management v Lichtenštejnském knížectví (V říjnu 2022 byla lichtenštejnská LGT Capital Partners uvedena jako 195. největší správce aktiv s AUM (assets under management, aktiva pod správou) 89 707 milionů US$ v žebříčku 500 největších světových správců aktiv vydaném ústavem Thinking Ahead Institute britsko-americké společnosti Willis Towers Watson (WTW)).
V roce 2011, před referendem o legalizaci potratů konaném 18. září 2011, regent Alois z Lichtenštejna, syn Jana Adama II., pohrozil, že v září využije svého práva veta a bude vetovat změnu zákona, která má legalizovat potrat v prvních dvanácti týdnech těhotenství, i kdyby tato změna referendem prošla. Voliči návrh na změnu zákona v referendu konaném 18. září 2011 nakonec odmítli, ale vznikla občanská iniciativa „Damit deine Stimme zählt“ („Aby váš hlas platil“) za změnu lichtenštejnské ústavy, aby se knížecí pravomoc uplatnit veto omezila.

## Kampaň
Využití knížecí pravomoci regentem Aloisem z Lichtenštejna, synem Jana Adama II., kolem referenda o legalizaci potratů konaného 18. září 2011, vyvolalo téměř rok trvající debatu o významu a legitimitě knížecích výsad a zachování monarchie v Lichtenštejnsku. Vzniklá občanská iniciativa předložila 9. února 2012 otázku referenda – omezení královských pravomocí, návrh podobný tomu z referenda v roce 2003.
Občanská iniciativa, jejímž cílem bylo změnit ústavu tak, aby kníže nemohl vetovat zákon schválený v referendu, se pojmenovala „Damit deine Stimme zählt“ („Aby váš hlas platil“). Odpůrci této změny a kampaně založili skupinu nazvanou „Für Gott, Fürst und Vaterland“ („Za Boha, knížete a vlast“), což je heslo Lichtenštejnska i jeho národní policie. Královská rodina naznačila, že by výsledek referenda, které by knížete pravomoci vetovat výsledek referend zbavilo, vetovala a svůj souhlas s omezením knížecích pravomocí podmínila zrušením monarchie – iniciováním článku 113 Ústavy, a Alois z Lichtenštejna pohrozil rezignací, pokud změna referendem projde. Před hlasováním uvedl, že pokud by obyvatelé hlasovali „ano“, stáhl by se z politického života: „Nepřipadá v úvahu, aby knížecí rodina podporovala politiku, kterou neschvaluje.“
Od 29. března do 9. května 2012 bylo shromážděno 1 732 podpisů, z nich bylo 1 726 prohlášeno za platné – více než 1 500 hlasů potřebných k vypsání referenda (Ústavní iniciativy podle článku 64 odstavce 2 Ústavy). Dne 15. května 2012 vláda rozhodla, že petice za změnu ústavy je právně platná a postoupila ji k projednání Zemskému sněmu Lichtenštejnského knížectví, který se peticí zabýval 23. května a poměrem hlasů 18 ku 7 ji zamítl. Vláda pověřená vypsáním referenda stanovila datum jeho konání na pátek 29. června a neděli 1. července 2012.
Odpůrcům knížecího veta se tak podařilo vyvolat referendum, které se v termínu stanovém vládou, v pátek 29. června a v neděli 1. července 2012, konalo.

## Navrhované změny
V referendu bylo navrženo zrušit právo knížecí rodiny vetovat rozhodnutí přijatá v referendu, ale ponechat si pravomoc blokovat zákony přijaté zemským sněmem (parlamentem). Navrhované změny by upravily články 9, 65, 66 a 112 Ústavy. Například článek 9 odstavec 1 uvádějící, že „každý zákon vyžaduje pro svou platnost schválení knížete“, měl být doplněn o slova „nebo schválení v referendu“. Z článku 65 odstavce 1 by měla být vypuštěna věta „Pokud vládnoucí kníže souhlas neuskuteční do šesti měsíců, bude považován za zamítnutý“ a v článku 66 odstavci 6 mělo být doplněno „Stejně tak přijetí lidem nahrazuje souhlas vládnoucího knížete (čl. 9).“

## Výsledek
Voliči v obou volebních obvodech, ve všech jedenácti obcích v zemi, hlasovali pro zachování současného stavu. Volební účast byla 82,9 % (z 19 076 registrovaných voličů) a zvítězily hlasy „ne“ s 76,4 % (11 681 hlasů), oproti 23,6 % (3 602 hlasů) pro „ano“. Knížecí rodina si tak zachovala všechny své pravomoci. V tiskovém prohlášení kníže Jan Adam II. „s radostí a vděčností“ uvítal rozhodnutí velké většiny lichtenštejnských občanů „pokračovat v účinném 300letém partnerství mezi lidem a knížecím rodem“. Spokojenost s výsledkem referenda projevil také jeho syn, regent Alois z Lichtenštejna, kterému regentství knížectví jeho otec, kníže Jan Adam II., v roce 2004 předal. Královský pozorovatel a bojovník za demokracii Sigvard Wohlwend uvádí: „v Lichtenštejnsku je velmi oblíbené rčení, že proti knížeti nelze vyhrát volby, a to je přesně ta situace, v Lichtenštejnsku máme demokracii, pokud souhlasíme s knížetem.“ Podle dopisovatelů BBC a AFP má vládu Lichtenštejnského rodu považovat většina z 36 tisíc obyvatel knížectví za záruku stability a prosperity. Oblíbenost Lichtenštejnska vládami evropských států včetně Česka, Finanční správy České republiky, nebyla vysoká – Lichtenštejnsko bylo daňovým rájem, sídlem fiktivních firem a firem s nejasnou vlastnickou strukturou, se kterým bylo třeba jednat z důvodu daňových úniků týkajících se DPH i přesunů peněz do daňových rájů podnikateli a firmami. Česká republika s Lucemburskem podepsala nové smlouvy o zamezení dvojího zdanění a zabránění daňových úniků s platností od poloviny roku 2014, resp. 22. prosince 2015.
| Druh volebního hlasu               | Počet  | % z Registrovaných voličů | % z Hlasujících voličů | % z Platných hlasů |
| ---------------------------------- | ------ | ------------------------- | ---------------------- | ------------------ |
| Registrovaných voličů              | 19 076 | 100                       | –                      | –                  |
| Nehlasujících voličů               | 3 269  | 17,14                     | –                      | –                  |
| Hlasujících voličů (volební účast) | 15 807 | 82,86                     | 100                    | –                  |
| Neplatné nebo prázdné hlasy        | 524    | 2,75                      | 3,31                   | –                  |
| Platné hlasy                       | 15 283 | 80,12                     | 96,69                  | 100                |
| Ano                                | 3 602  | 18,88                     | 22,79                  | 23,57              |
| Ne                                 | 11 681 | 61,23                     | 73,9                   | 76,43              |
| Zdroj: Direct Democracy            |        |                           |                        |                    |